# Cripta de San Giovanni in Conca
La cripta de San Giovanni in Conca, localizada en la plaza Missori de Milán, es la cripta que se conserva de la antigua basílica paleocristiana de San Giovanni in Conca (basilica evangeliorum,  nombre paleocristiano original). De esa basílica primitiva, aparte de toda la cripta,  solo se consevan hoy algunos vestigios en superficie que datan del siglo XI, parte del ábside. Construida a finales de la época romana  imperial entre los siglos V y VI en estilo paleocristiano, fue reconstruida en la Edad Media en estilo románico. Originalmente dedicada a los Evangelistas, de ahí el nombre paleocristiano basilica evangeliorum,  más tarde fue dedicada a Juan apóstol y evangelista. La expresión «en Conca» en el nombre de la cripta hace referencia a un hueco en el suelo sobre el que posteriormente se construyó la basílica. La basílica fue demolida entre 1948 y 1952 por exigencias derivadas de reformas en el viario urbano. Fue una de las primeras basílicas paleocristianas de Milán.

## Historia

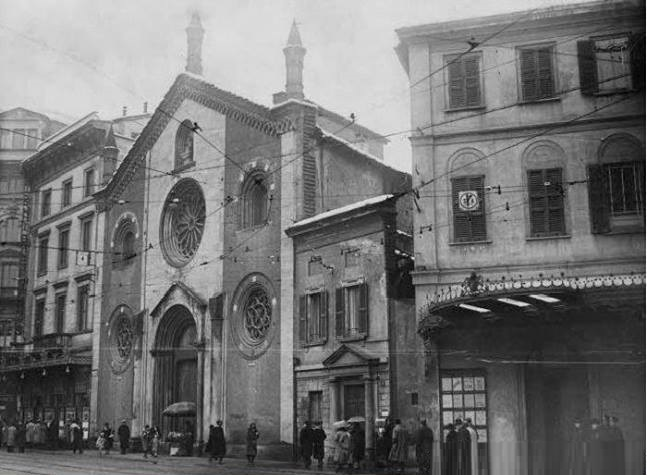
La basílica paleocristiana de San Giovanni in Conca antes de su demolición.

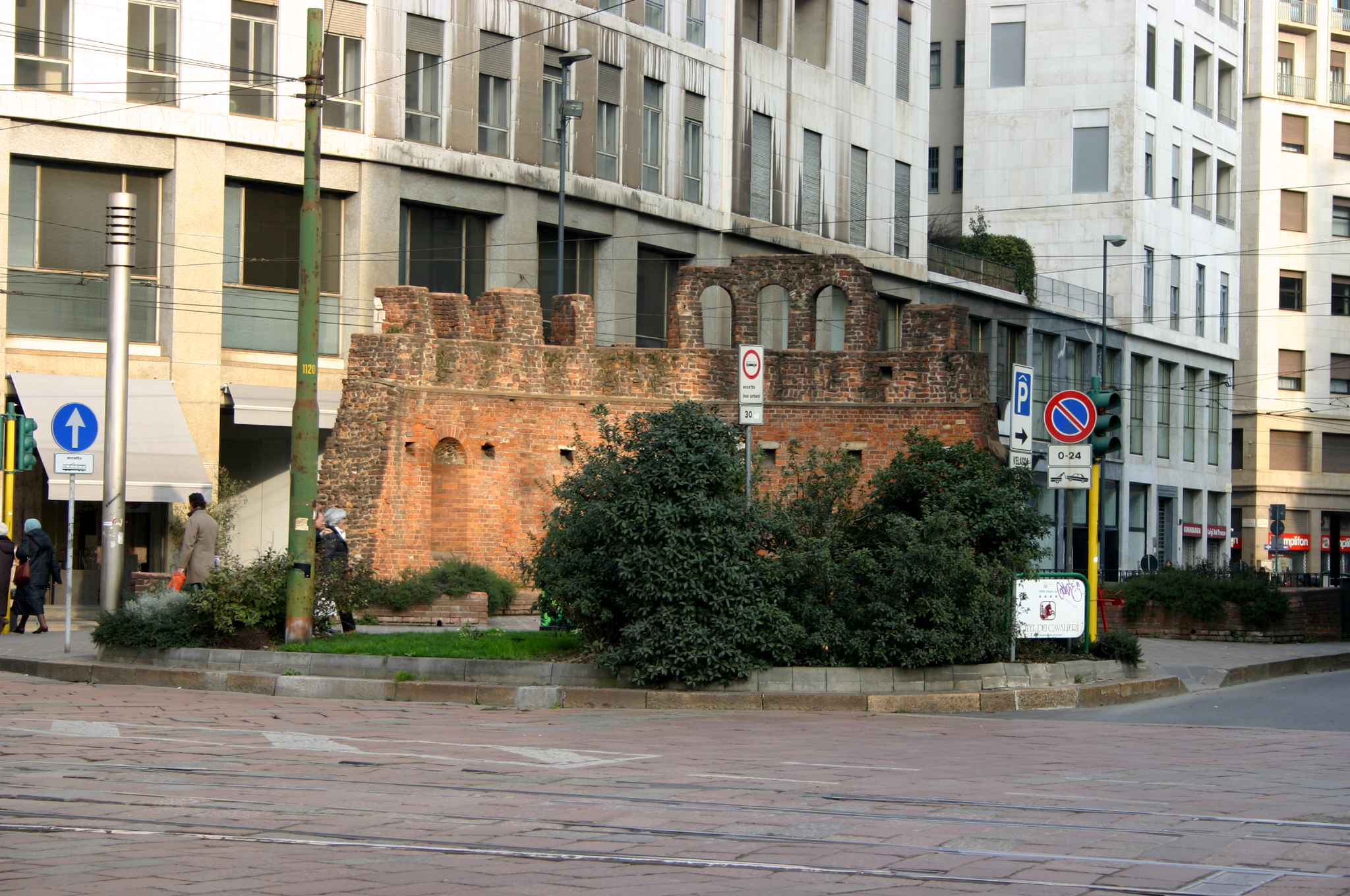
Restos del ábside en plaza Missori.

En el centro de plaza Missori se encuentra lo que queda de la antigua basílica paleocristiana de San Giovanni in Conca, ilustre testimonio de la historia y el arte milaneses desde el siglo V-VI hasta el siglo XVII.
Construida a finales de la época romana tardoimperial entre los siglos V y VI en estilo paleocristiano, fue reconstruida en la Edad Media en estilo románico.
Originalmente dedicada a los Evangelistas, de ahí el nombre paleocristiano de basilica evangeliorum, más tarde fue dedicada a Juan apóstol y evangelista. En los primeros tiempos del cristianismo, de hecho, todavía no existía la costumbre de nombrar las iglesias con el nombre de un solo santo, sino con el de una familia de santos.
Dentro de las murallas romanas de la ciudad se encontraba una basílica paleocristiana o, según algunos, altomedieval dedicada a San Giovanni Evangelista, llamada "in Conca" debido al hueco del terreno circundante. Medía 53 x 7 metros con planta ad aula única y ábside semicircular, cuyos cimientos aún son visibles. Con las mismas proporciones fue reconstruida en el siglo XI y nuevamente, tras la destrucción del emperador  Federico Barbarroja en 1162, en el siglo XIII.
En esta fase la basílica, flanqueada por un campanario de 24 metros y dividida interiormente en tres naves, tenía transepto y un tiburio central. En la fachada, una hornacina albergaba el busto de san Juan Evangelista, representado en el caldero de aceite en el que, según la tradición, lo habría sumergido el emperador Domiciano, sin que el santo sufriera por ello.
A los Visconti les gustó tanto la elegancia de la iglesia que, en el siglo XIV, la incorporaron al recinto de su casa señorial, la llamada Cà di Can, convirtiéndola en su propia capilla señorial. Aquí, entre las paredes suntuosamente pintadas al fresco, fue enterrada la reina Beatrice della Scala en 1384  y al año siguiente su marido, Bernabò Visconti, que había fallecido envenenado supuestamente por su sobrino  Gian Galeazzo, mientras esté le retenía prisionero en Trezzo sull'Adda.
En 1531 Francisco II Sforza donó la basílica a la orden carmelita, que construyó el monasterio junto a ella, levantó el campanile e hizo  decorar el interior y la fachada en estilo barroco. El campanile fue utilizado en el siglo XIX como observatorio astronómico.
En 1782 se suprimió la orden carmelita que ocupaba la iglesia desde 1531. En 1787 se suprimió la condición de iglesia parroquial a S. Giovanni y la iglesia se suprimió definitivamente en 1808, pasando a ser propiedad del Estado. El 21 de noviembre de 1878, el Gobierno Real cedió a título oneroso el edificio a la Comuna de Milán, que en 1877 había resuelto hacer pasar la nueva vía Carlo Alberto, ahora vía Mazzini, por el espacio ocupado por la iglesia. En mayo de 1879, la Comunidad Valdense, autorizada por una resolución del Consejo Municipal, adquirió la antigua basílica con la obligación de retirar la fachada alineandola con la entonces vía Carlo Alberto y demolerr la parte trasera para que el edificio permaneciera dentro de los límites del área asignada por el Municipio. El proyecto de adaptación fue realizado por Angelo Colla que modificó, retrasandola, la fachada en estilo neogótico y la aplicó oblicuamente al cuerpo de la iglesia, que fue claramente acortada. El helenista y epigrafista Giovanni Labus compró una pequeña porción del área de la antigua iglesia.]  El nuevo templo valdense fue inaugurado el 8 de mayo de 1881; el derribo del campanile se decretó en la sesión del consejo de 5 de enero de 1884 y, tras muy largas discusiones entre las distintas autoridades, fue derribado entre junio y agosto de 1884.
Después de la Segunda Guerra Mundial, las supuestas «exigencias imprescindibiles de vialidad» condenaron definitivamente el edificio, que fue demolido entre 1948 y 1952, para crear el eje viario de vía Albricci-plaza Missori (la llamada "Racchetta" que quedó sin terminar). De la antigua basílica solo se salvaron y restauraron parte del ábside y la cripta, mientras que la fachada fue reconstruida y aplicada al nuevo templo valdense en vía Francesco Sforza. para dar testimonio de esto, la corta calle sin salida del lado derecho del templo tomó posteriormente el nombre de vía San Giovanni in Conca.

## Descripción

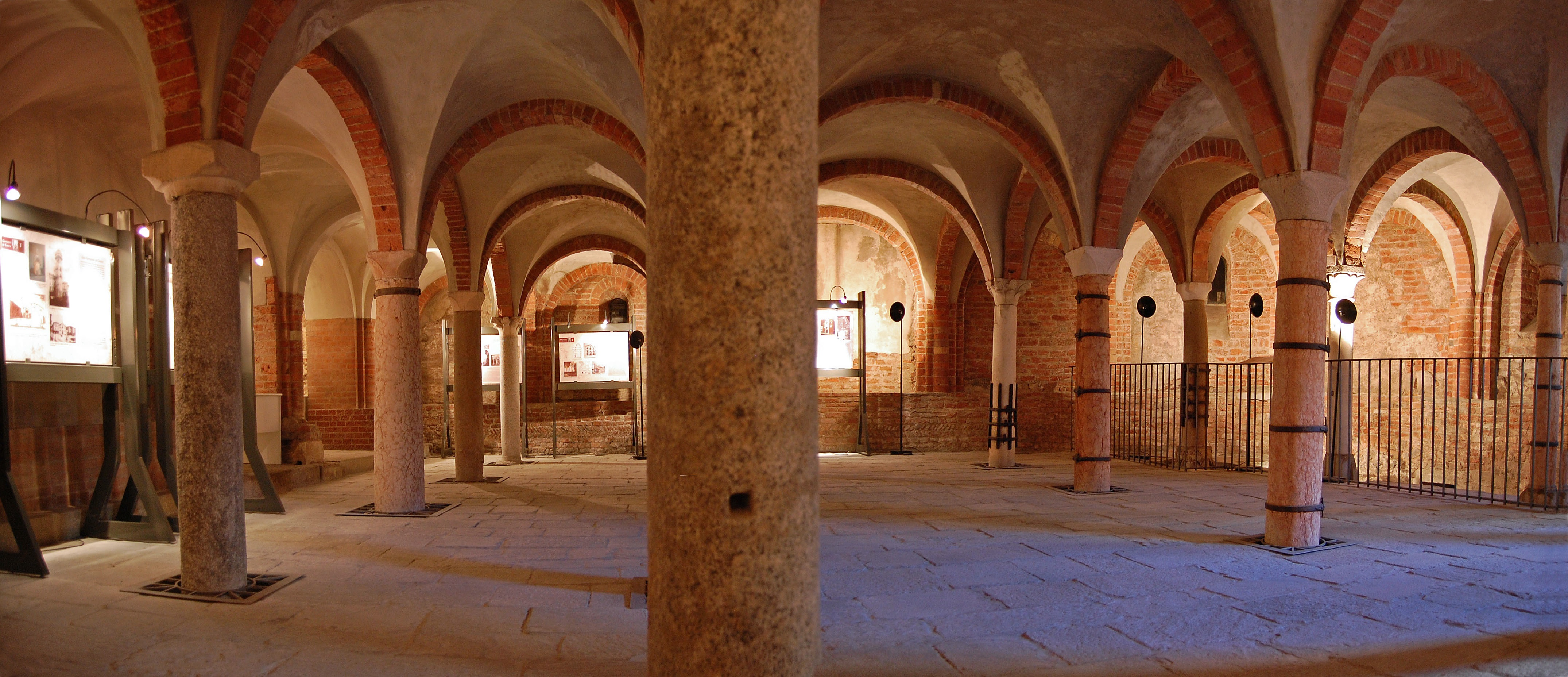
La cripta románica.

De la antigua basílica hoy sólo queda la cripta —único ejemplo de cripta románica original existente en Milán junto con la cripta de San Vincenzo in Prato— y parte del ábside, en el que se puede ver  la monófora abocinada, arco de medio punto y dos capiteles con volutas pintadas y la coronación externa de los arcos vaciados: estos son elementos típicos del románico milanés, también presentes en la basílica de Sant'Ambrogio y en la de San Nazaro in Brolo.

## Testimonio histórico de San Giovanni in Conca

### Las obras conservadas en la cripta

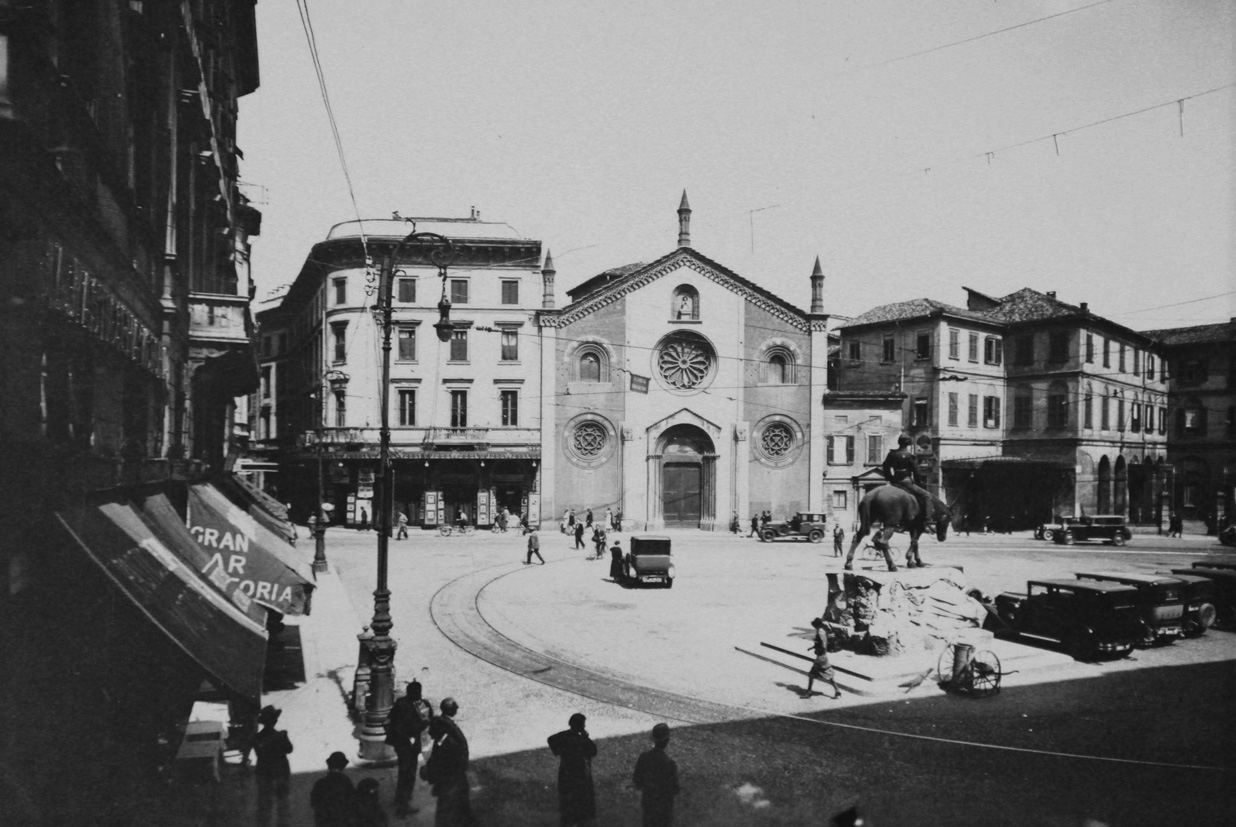
La iglesia a principios del antes de su derribo.

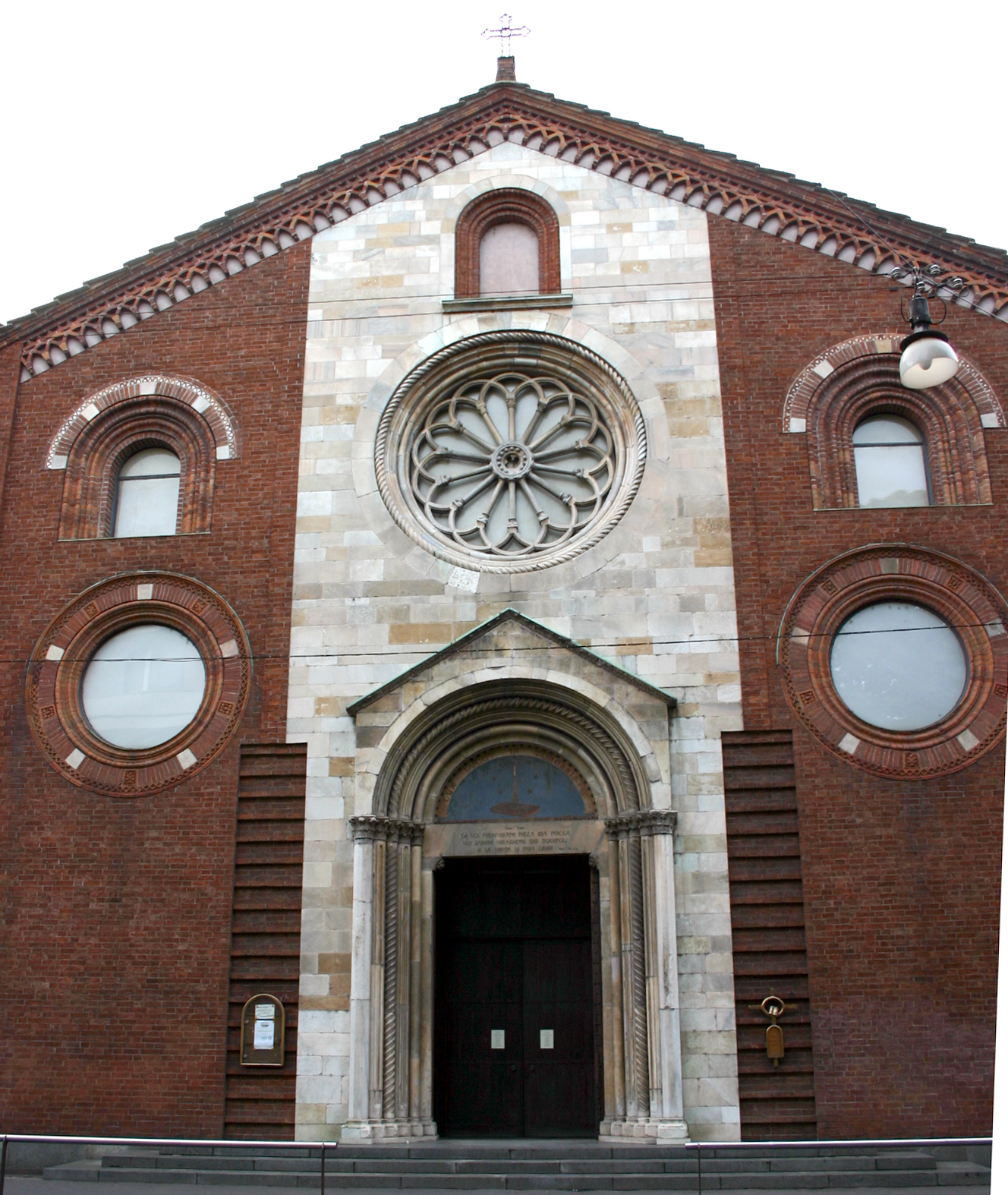
La fachada recolocada en el templo valdense en vía Francesco Sforza.

- Frammento di cornice con mensole e cassettoni di un edificio non identificato, mármol, segunda mitad del siglo I-II. La moldura, perteneciente a un arquitrabebandeado de estilo corintizante con rosetones y hojas de acanto, dentículos y astrágalos, muestra en la equilibrada estructura compositiva y en el claroscuro el alto compromiso decorativo de los edificios de la Milán romana.
- Frammento di sarcofago con figura maschile in nudità eroica, mármol, siglos III-IV. El relieve es de origen desconocido. El personaje, quizás un guerrero con un manto (clámide) sobre el cuerpo desnudo, retoma una refinada tipología de relieves mitológicos, generalmente vinculados al ambiente cortesano y bastante raros en el contexto milanés.
- Frammento di sarcofago con figura di togato,  mármol, finales del siglo III-IV, de procedencia desconocida. El tipo de toga, llamado "contabulato" por la banda articulada que cruza el busto, y la iconografía del personaje, de pie con un rollo en la mano baja, recuerdan modelos típicos de la época, también frecuentes en la zona cisalpina.
- Frammento di pavimento in opus sectile, mármol blanco y basalto, siglos IV-VI. El fragmento, con hexágonos negros y triángulos blancos, única evidencia del pavimento de la basílica paleocristiana, fue encontrado bajo la nave central de la basílica por Pompeo Castelfranco en 1881.
- Capitello di pilastro, piedra caliza, siglos XI-XII. La composición, con la parte superior entrelazada y la parte inferior con dos fieras enfrentadas, forma parte de la escuela escultórica románico-lombarda que encuentra sus expresiones más articuladas en la basílica de Sant'Ambrogio.

### La obra conservada en el Museo Arqueológico Cívico de Milán
En el Museo Arqueológico de Milán se conserva:
- Mosaico pavimentale, siglo III. Raro ejemplo milanés de mosaico policromado con figuras, encontrado en 1881 durante las excavaciones arqueológicas realizadas por Pompeo Castelfranco bajo la nave central de la iglesia, es atribuible, como la cisterna aún conservada en la cripta, al barrio residencial romano que ocupaba el área de Plaza Missori.

### Las obras conservadas en el Museo de Arte Antiguo del Castello Sforzesco
En el Castello Sforzesco se conservan:
- Parete di tomba affrescata, siglos V-VI. El fresco, uno de los escasísimos documentos de pintura paleocristiana conservados en Milán, presenta figuras simbólicas que aluden a la muerte y resurrección del alma.

- Epigrafe funeraria, mármol, siglo VII. La lápida del noble lombardo Aldo, cuñado de la reina Teodolinda, se recuperó durante el derribo del campanile de  la iglesia en 1885. Originalmente estaba quizás decorada con incrustaciones de piedra y pasta de vidrio coloreada.
- San Giovanni Evangelista,  mármol, principios del siglo XIV. El busto permaneció en el nicho sobre el rosetón de la iglesia hasta 1948, cuando la fachada fue desmantelada y trasladada al frente del templo valdense en vía Francesco Sforza.
- Annunciazione, fresco, finales del siglo XII - principios del XIV. Valioso testimonio de la pintura lombarda, se ubicó en el arco triunfal de la iglesia, cuyas naves fueron posteriormente decoradas con frescos que representan las historias de San Juan Evangelista.
- Monumento funebre di Beatrice Regina della Scala, mármol, hacia 1385. El sarcófago, obra de un maestro campionese, decorado con el Cristo in Pietà tra due Angeli e i Santi Giovanni Evangelista e Luca  en el lado largo y con la Croce en el lado corto, fue retirado de la cripta en el siglo XIX.
- Monumento funebre di Bernabò Visconti, mármol parcialmente policromado, dorado y plateado, hacia 1360-1385. La escultura, nacida como estatua ecuestre de Bernabò con armadura de gala y colocada en el ábside de la iglesia, fue unida, a la muerte de Visconti, al sarcófago. Obra del taller de Bonino da Campione, es una de las obras maestras de la escultura del Trecento.

## Galería de imágenes

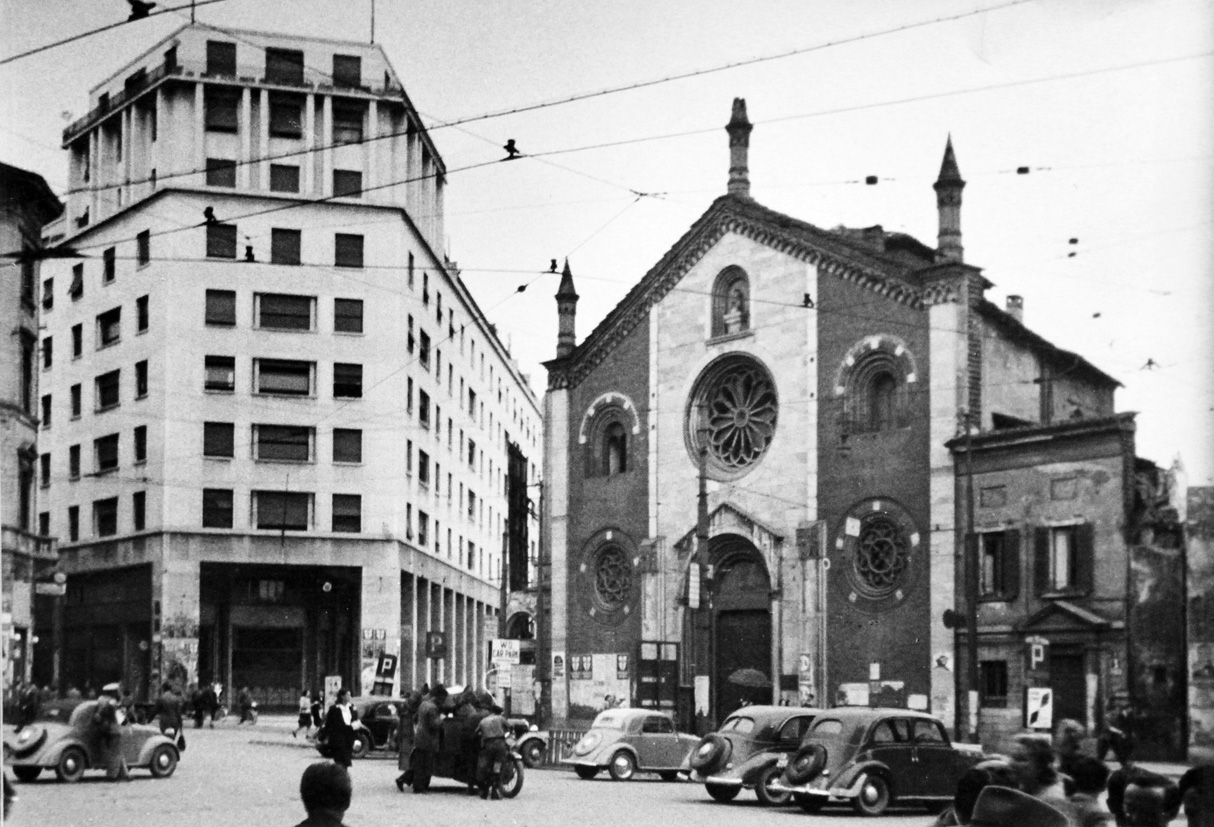
La iglesia en la década de 1940
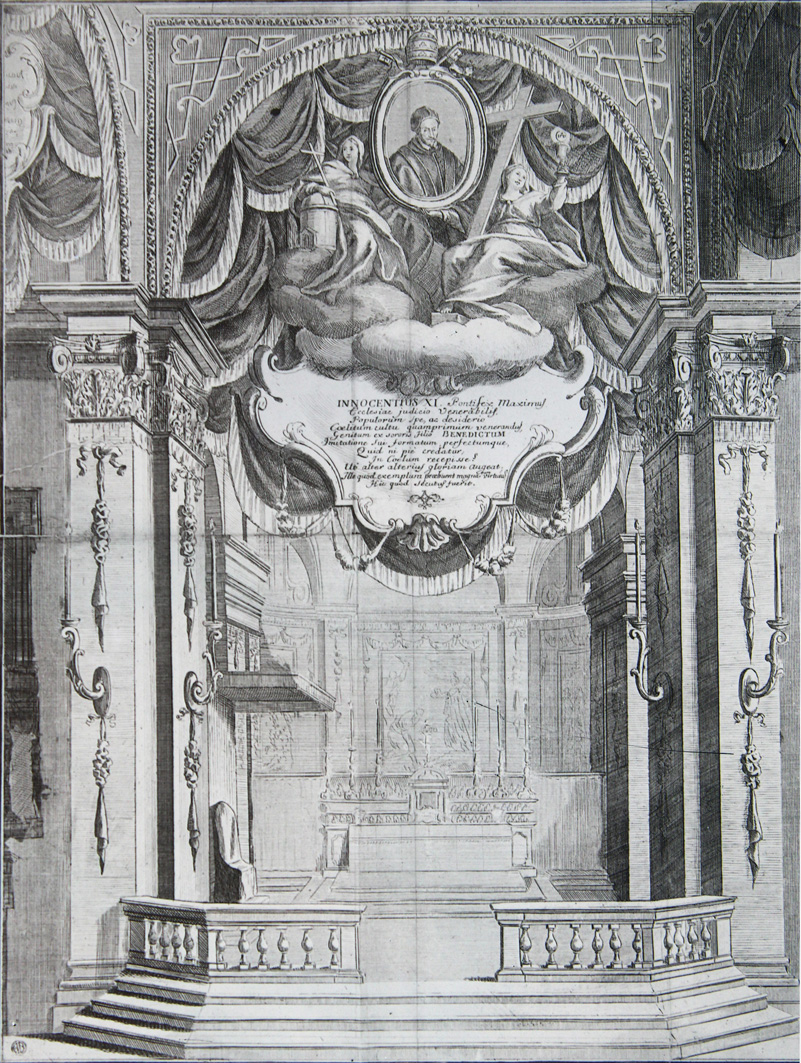
Dibujo del interior de la iglesia
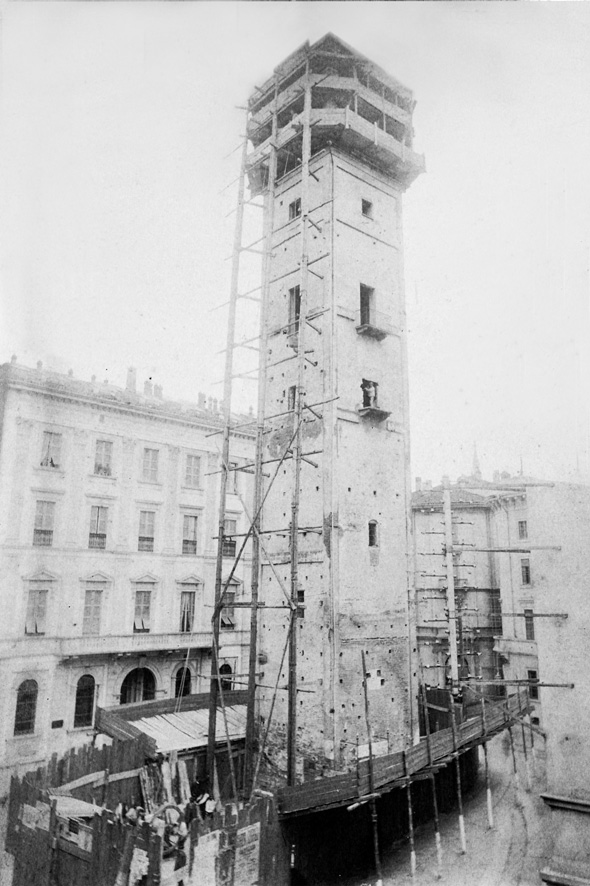
El campanile durante la demolición
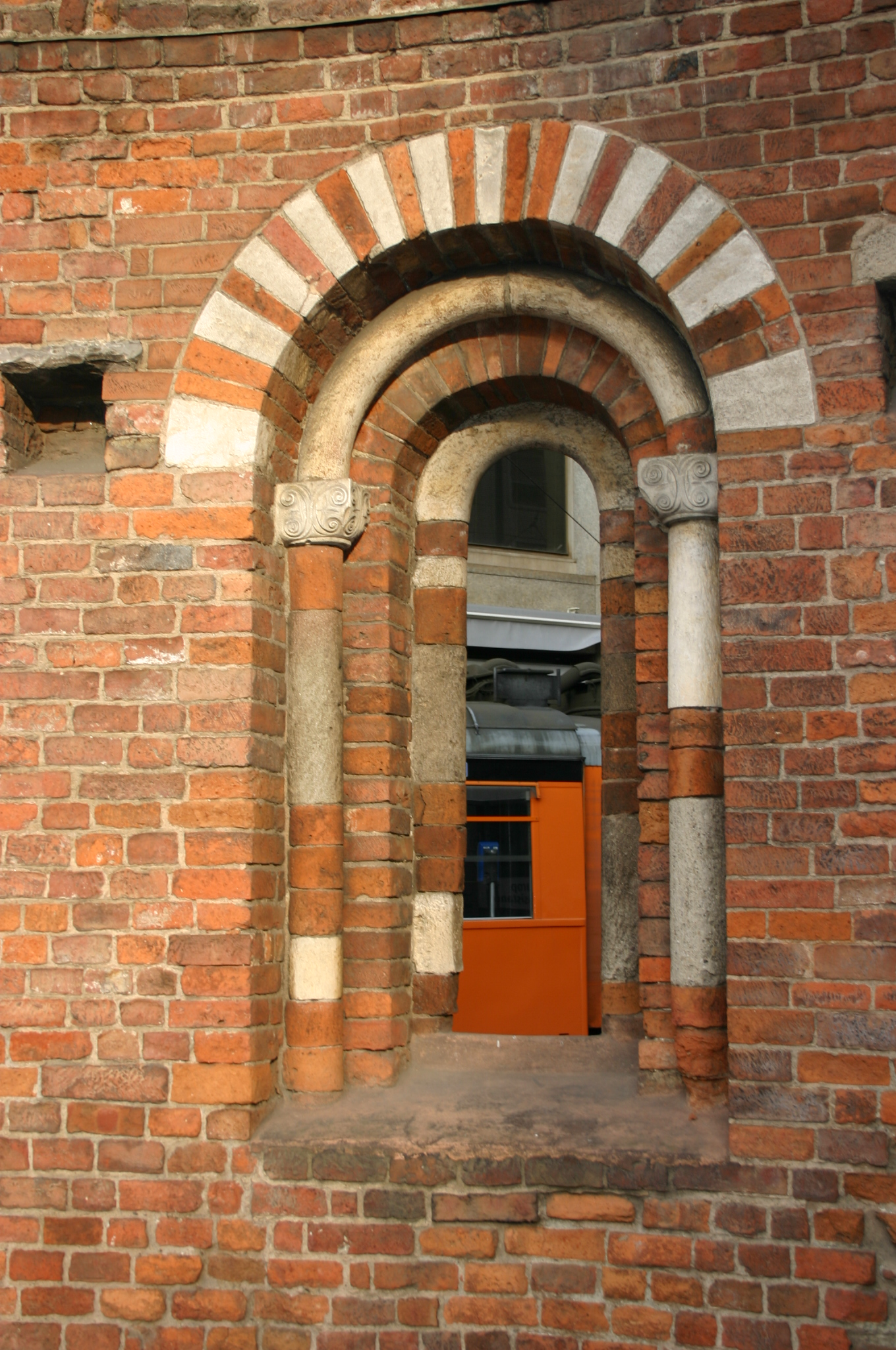
La monofora del ábside
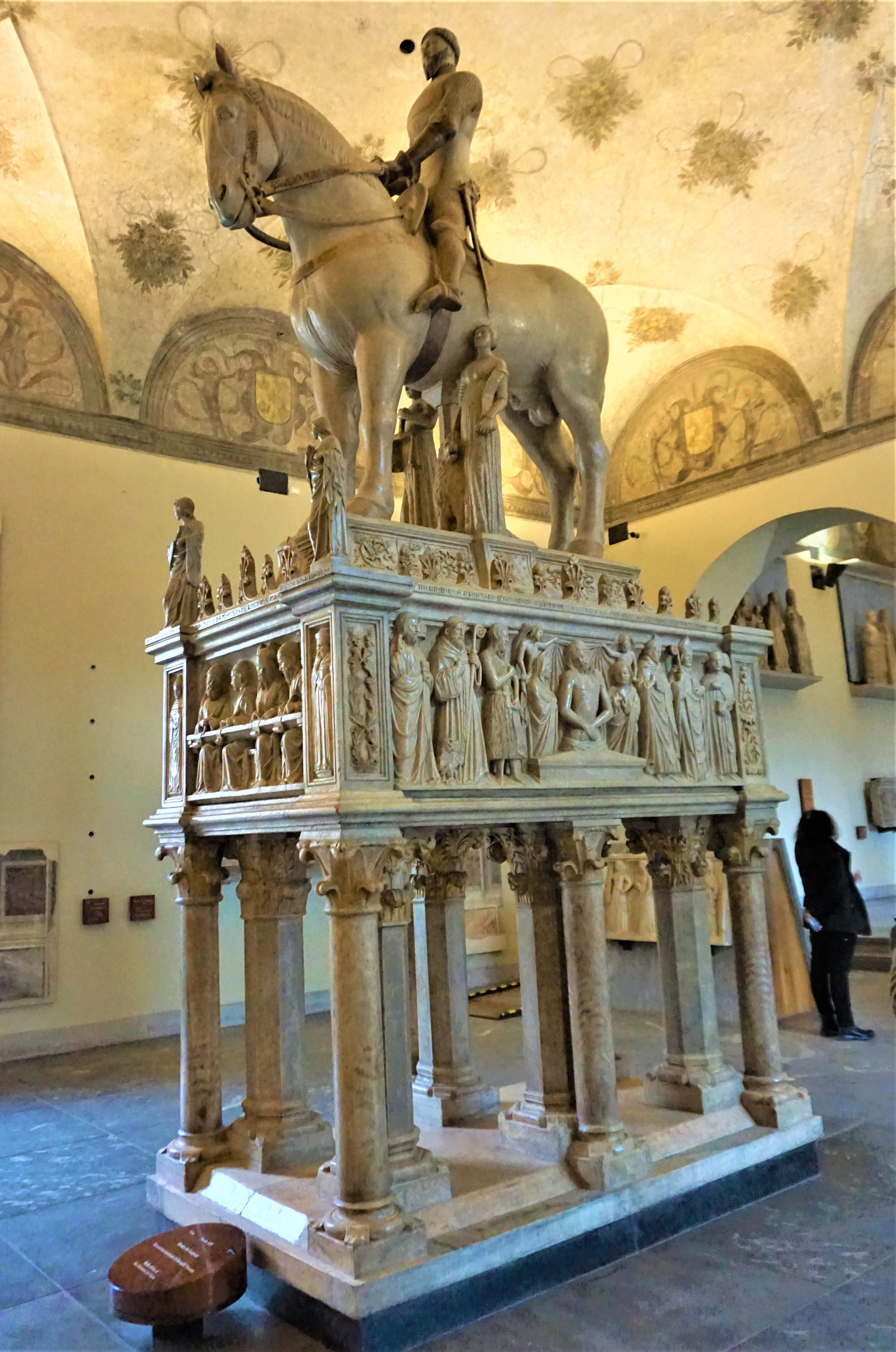
Estatua ecuestre de  Bernabò Visconti de Bonino da Campione, un tiempo en el ábside de San Giovanni in Conca